# Marchesato di Ostiano

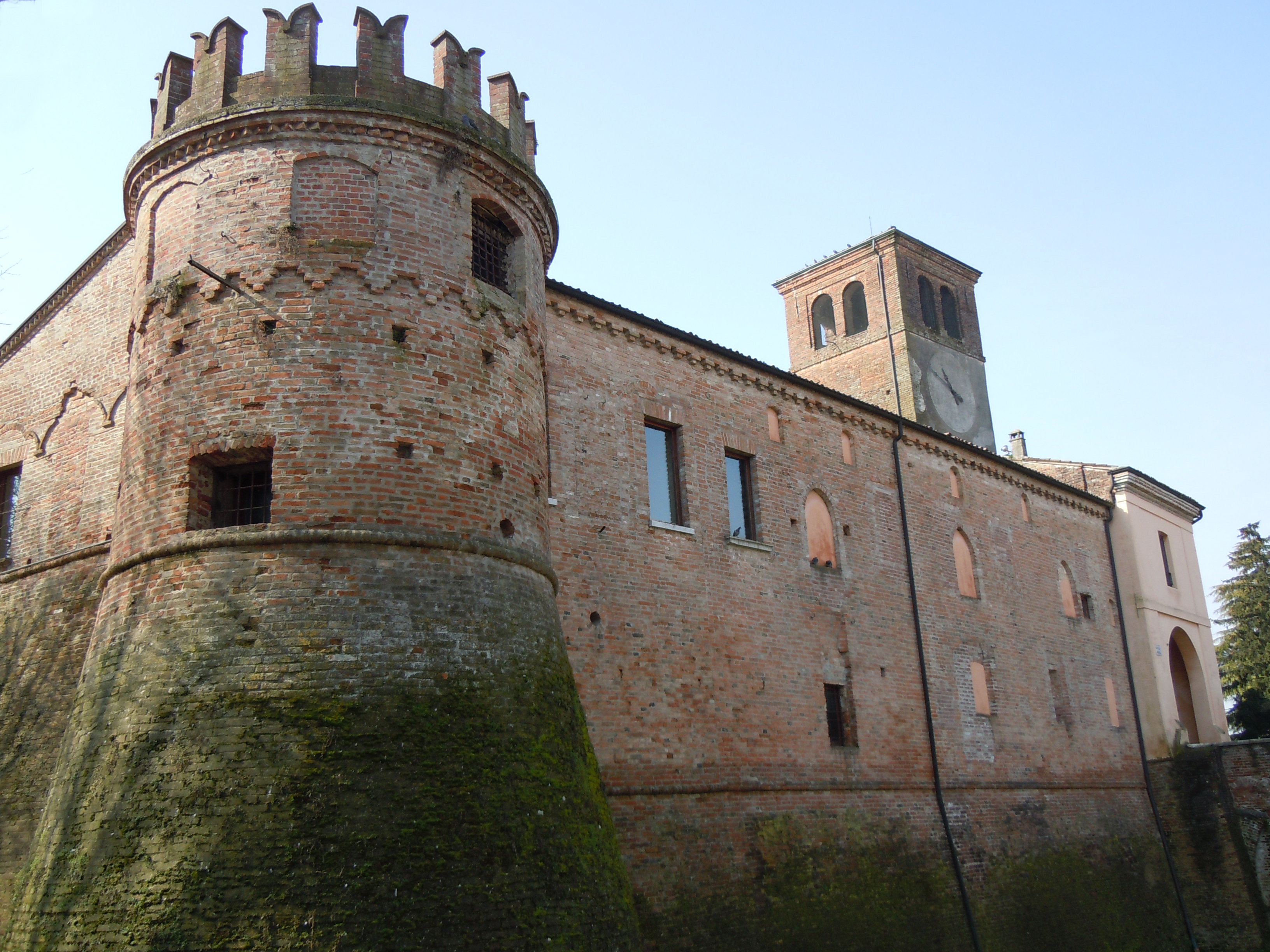
Il castello di Ostiano

Il Marchesato di Ostiano fu feudo di alcuni rami cadetti della famiglia Gonzaga. Esso si formò il 18 novembre 1577, quando a governarlo venne chiamato Vespasiano Gonzaga, duca di Sabbioneta e scomparve nel 1746, quando passò sotto l'Austria.

## Storia
La probabile nascita del dominio gonzaghesco su Ostiano si fa risalire all'inizio del XV secolo allorché gli abitanti del borgo e di altre zone limitrofe chiesero la protezione dei Gonzaga contro le angherie dei cremonesi Cavalcabò. Il possesso del feudo passò dalla linea principale di Mantova al ramo cadetto di Sabbioneta e Bozzolo (1511).

### Signori di Ostiano
| 1414-1444 | Gianfrancesco       | (1395-1444) |
| 1444-1466 | Alessandro          | (1415-1466) |
| 1466-1478 | Ludovico III        | (1412-1478) |
| 1478-1511 | Ludovico (vescovo)  | (1460-1511) |
| 1511-1540 | Ludovico di Bozzolo | (1481-1540) |
| 1540-1577 | Vespasiano          | (1531-1591) |

## Marchesi di Ostiano
Il marchesato di Ostiano, appartenente al tempo al ducato di Sabbioneta, ebbe inizio il 18 novembre 1577, con il rilascio del diploma imperiale di Massimiliano II, che aveva anche innalzato Sabbioneta a ducato e Bozzolo a principato. Il marchesato passò inizialmente dai Gonzaga di Sabbioneta e Bozzolo, alla linea principale di Mantova (1670) e infine ai Gonzaga di Guastalla (1708).
| 1577-1591 | Vespasiano       | (1531-1591) |
| 1591-1620 | Francesco        | (1546-1620) |
| 1620-1670 | Scipione         | (1595-1670) |
| 1670-1672 | Ferdinando II    | (1644-1672) |
| 1672-1703 | Gianfrancesco II | (1646-1703) |
| 1703-1708 | Ferdinando Carlo | (1652-1708) |
| 1708-1714 | Vincenzo         | (1634-1714) |
| 1714-1729 | Antonio Ferrante | (1687-1729) |
| 1729-1746 | Giuseppe Maria   | (1690-1746) |

Nel 1746 passò sotto l'Austria.